# Kosurići

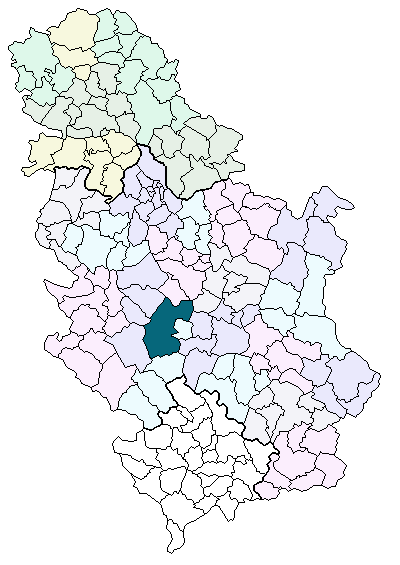
Situation de la municipalité de Kraljevo en Serbie

Kosurići, en serbe cyrillique Усиље, est un village de Serbie situé dans la municipalité de Kraljevo, district de Raška.
Kosurići est situé sur les bords de la Studenica.